# ذخیره‌گاه طبیعی بارگوزین
ذخیره‌گاه طبیعی بارگوزین (به لاتین: Barguzin Nature Reserve) یک منطقهٔ مسکونی در روسیه است که در بوریاتیا واقع شده‌است.